# Guillermo Torrijos
Guillermo Torrijos Goyarzu (Bilbao, Vizcaya, 29 de septiembre de 1876 - París, Francia, 29 de agosto de 1942) fue un militante y político socialista. Nació en Bilbao, donde vivió sus primeros años, ayudando a su padre en la carpintería familiar, hasta que se trasladaran a San Sebastián, en 1901. Allí pasó la mayor parte de su vida, caracterizada por su compromiso político. Participó en la creación de la primera agrupación socialista donostiarra. Tras la derrota militar de la Segunda República, hubo de huir a Francia, ya enfermo. Murió en un hospital de París, el 29 de agosto de 1942.

## Biografía

### Primeros pasos en la política
A su llegada a San Sebastián, en 1910, estableció un taller de carpintería en el barrio de Gros, dando continuidad al oficio paterno. Elaboraba muebles destinados a las máquinas de coser que fabricaba la cooperativa Alfa de Éibar. Las condiciones laborales de sus más de 50 trabajadores eran ostensiblemente mejores a la media, en cuanto a horario, salario, etc. Participó activamente en la creación de las Juventudes Socialistas, así como de la primera Casa del Pueblo de la capital donostiarra, en la calle Portaletas de la Parte Vieja. Dentro del Partido Socialista, trabajó junto con Indalecio Prieto (al que le unió una gran amistad), Tomás Meabe y otros líderes socialistas en la formación de una línea posibilista, opuesta a Facundo Perezagua.

### Guerra mundial y exilio
La Primera Guerra Mundial afectó de manera importante a la vida de la ciudad de San Sebastián. Además del gran número de personas refugiadas llegadas de diversos países europeos, en su mayoría de alto nivel económico, en mayo de 1917 un suceso ligado a la guerra sacudió a la ciudad: cuatro barcos pesqueros con base en el puerto donostiarra, que faenaban en aguas cercanas a la costa, fueron hundidos por un submarino alemán; perecieron cuatro hombres. De inmediato, se creó en la ciudad una llamada Liga Antigermanófila, constituida en su mayoría por republicanos y socialistas, y en cuyo impulso participó activamente Torrijos.
En agosto del mismo año, la ciudad fue testigo de uno de los más graves conflictos registrados durante la Restauración: la huelga revolucionaria de 1917. Estalló el 13 de agosto, justamente el día en que debía iniciarse la Semana Grande donostiarra. Fue precedida, en años anteriores, por largas huelgas sectoriales, como la que mantuvo paralizada la producción de papel en la comarca de Tolosa desde noviembre de 1916 hasta mayo del año siguiente. El gobernador militar Severiano Martínez Anido declaró el estado de guerra y ordenó clausurar la Casa del Pueblo. A pesar de que la huelga cedió al cabo de solo tres días, tuvo funestas consecuencias tanto para los huelguistas como para las clases trabajadoras de la ciudad. Los partidos obreros fueron duramente perseguidos: fue detenido el único concejal socialista en el Ayuntamiento de San Sebastián, Castor Torre Romero, y el propio Guillermo Torrijos se vio obligado a huir a Francia, al ver su vida en peligro. Con él huyó también el dirigente socialista eibarrés Aquilino Amuátegui.

### Actividad política

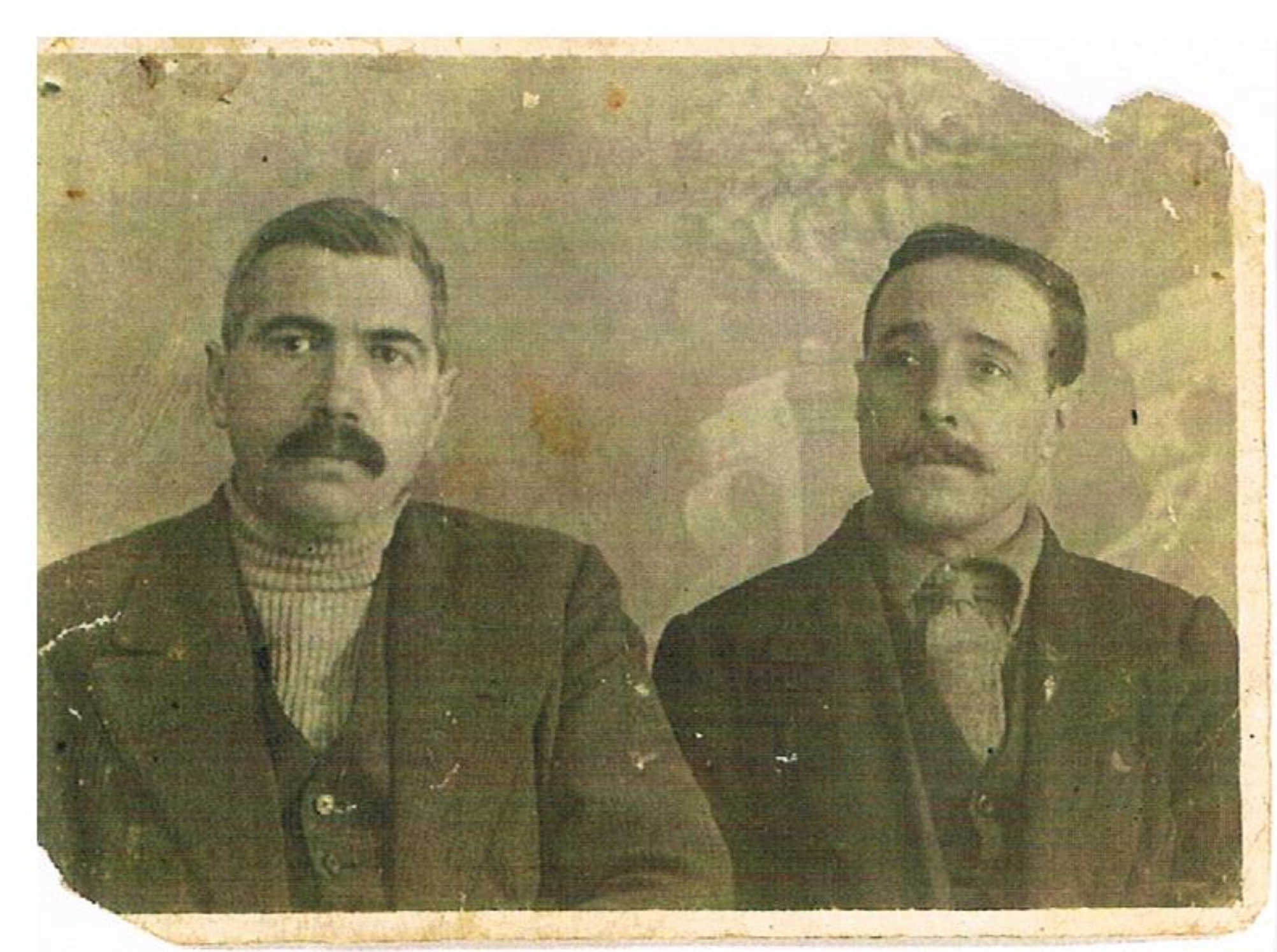
Guillermo Torijos, ca. 1917; a la izquierda de la imagen, el socialista eibarrés Aquilino Amuátegui.

A su vuelta del exilio, mantuvo una intensa actividad política dentro del partido socialista y el sindicato UGT. Fue delegado en los congresos de ambas entidades, en representación de las agrupaciones de San Sebastián, Éibar y otras poblaciones guipuzcoanas. En 1918, fue candidato a concejal en el Ayuntamiento de San Sebastián, aunque no resultó elegido. El mismo año, fue detenido por un artículo publicado en la revista socialista La Voz del Trabajo. En 1920 logró, por primera vez, el acta de concejal donostiarra.

### La República y la guerra
Torrijos trabajó vigorosamente en el seno del movimiento republicano de los años 1930. En las elecciones municipales celebradas el 12 de abril de 1931 fue de nuevo elegido concejal. Con el cargo de primer teniente de alcalde, y a la cabeza de la Comisión de Fomento, desplegó una intensa actividad en la construcción y mejora de las escuelas públicas, y en la organización de colonias infantiles de verano, en terrenos que habían pertenecido al rey Alfonso XIII, puestos a su disposición por el gobierno de la República.
Del 15 de diciembre de 1931, fue designado por la asamblea de alcaldes vascos como miembro de la comisión encargada de redactar el Estatuto de Autonomía vasco.
A pesar de su actividad institucional. Guillermo Torrijos nunca abandonó el activismo político. Fue condenado a muerte por su pertenencia al Comité Revolucionario de Guipúzcoa y haber participado en el intento revolucionario de octubre de 1934. La pena le fue conmutada por 20 años de cárcel, que comenzó a cumplir en el penal de El Dueso, hasta la victoria del Frente Popular en las elecciones de febrero de 1936. A su vuelta a San Sebastián, fue objeto de una acogida multitudinaria. 
Durante la guerra desatada por la sublevación franquista, presidió la Comisión de Hacienda de Guipúzcoa, y delegado militar del Gobierno Vasco en Éibar. 
Tras la caída de San Sebastián en manos franquistas, y más tarde de Bilbao el 19 de junio de 1937, Torrijos huyó a Barcelona. Se encontraba ya enfermo, afectado de tuberculosis. Fue acogido por Indalecio Prieto bajo su tutela y vigilancia, pero una vez que se recuperó ligeramente, huyó furtivamente a colaborar en las trincheras de la guerra. Cuando fue localizado en abril de 1938, fue enviado por Prieto al hospital vasco, establecido en un edificio cedido por el Consulado francés al Gobierno Vasco. A la vista del agravamiento de su enfermedad, Torrijos aceptó ser trasladado al sanatorio de Nuria, pero llegado el día había huido de nuevo a ayudar a cavar trincheras con sus camaradas. 

### El batallónGuillermo Torrijos
Durante la guerra, a iniciativa de Izquierda Republicana se constituyó dentro del Euzko Gudarostea o ejército vasco, el batallón Azaña Guipúzcoa 20, al inicio de las hostilidades en defensa de la capital donostiarra frente a las tropas sublevadas. Además de republicanos, formaron parte de él un núcleo de ugetistas guipuzcoanos y un buen número de voluntarios navarros, procedentes de la comarca de la Barranca. El 5 de febrero de 1937, se anuncia su integración en las milicias socialistas. Al no haber acuerdo con los integrantes republicanos, se celebra en Durango una asamblea donde se decide por mayoría su integración en las milicias socialistas, con el nombre de Guillermo Torrijos, 14 de la UGT y 67 del Euzko Gudarostea.

### Exilio y muerte
Tras la derrota de las fuerzas leales a la República, se exilió en París, junto con gran número de militantes socialistas. Allí continuaría trabajando en la recomposición del partido, la ayuda a camaradas exiliados o muertos y sus familias, y en la resistencia contra los nazis, tras la ocupación alemana de Francia el 22 de junio de 1940.
En París vivió con gran penuria, minado por la tuberculosis, pero sin abandonar nunca su actividad política. Gracias a la ayuda del diplomático mexicano Gilberto Bosques Saldívar, un nutrido grupo de militantes socialistas tuvo la oportunidad de embarcar en el puerto de Marsella con destino a México, algo que Torrijos se vio impedido de hacer por su delicado estado de salud. Por mediación de Agustín Alberro Picavea, político nacionalista donostiarra, Torrijos pudo ser ingresado en un hospital parisino, donde murió el 29 de agosto de 1942.